# Kabinett Rüttgers
Das Kabinett Rüttgers bildete von 2005 bis 2010 die Landesregierung von Nordrhein-Westfalen.
Die CDU erhielt bei der Landtagswahl am 22. Mai 2005 7,7 Prozentpunkte mehr Stimmen als die SPD. Der Landtag der 14. Wahlperiode umfasste 187 Mitglieder.

## Mitglieder
Jürgen Rüttgers wurde am 22. Juni 2005 zum Ministerpräsidenten gewählt. Die Ernennung des neuen Kabinetts erfolgte am 24. Juni 2005.
| Amt | Name                                                       | Partei | Partei |
| --- | ---------------------------------------------------------- | ------ | ------ |
| Ministerpräsident | Jürgen Rüttgers                                            |        | CDU    |
| Stellvertreter des Ministerpräsidenten                                                                                | Andreas Pinkwart                                           |        | FDP    |
| Innovation, Wissenschaft, Forschung und Technologie                                                                   | Andreas Pinkwart                                           |        | FDP    |
| Finanzen | Helmut Linssen                                             |        | CDU    |
| Inneres | Ingo Wolf                                                  |        | FDP    |
| Justiz | Roswitha Müller-Piepenkötter                               |        | CDU    |
| Arbeit, Gesundheit und Soziales                                                                                       | Karl-Josef Laumann                                         | CDU    |        |
| Generationen, Familie, Frauen und Integration                                                                         | Armin Laschet                                              | CDU    |        |
| Schule und Weiterbildung                                                                                              | Barbara Sommer                                             | CDU    |        |
| Bundes- und Europaangelegenheiten (bis 29. Januar 2008) Bundesangelegenheiten, Europa und Medien (ab 29. Januar 2008) | Michael Breuer (bis 24. Oktober 2007)                      | CDU    |        |
| Bundes- und Europaangelegenheiten (bis 29. Januar 2008) Bundesangelegenheiten, Europa und Medien (ab 29. Januar 2008) | Andreas Krautscheid (ab 24. Oktober 2007 bis 8. März 2010) | CDU    |        |
| Bundes- und Europaangelegenheiten (bis 29. Januar 2008) Bundesangelegenheiten, Europa und Medien (ab 29. Januar 2008) | Armin Laschet (ab 9. März 2010)                            | CDU    |        |
| Umwelt und Naturschutz, Landwirtschaft und Verbraucherschutz                                                          | Eckhard Uhlenberg                                          | CDU    |        |
| Bauen und Verkehr | Oliver Wittke (bis 3. März 2009)                           | CDU    |        |
| Bauen und Verkehr | Lutz Lienenkämper (ab 3. März 2009)                        | CDU    |        |
| Wirtschaft, Mittelstand und Energie                                                                                   | Christa Thoben                                             | CDU    |        |

## Amtsübergabe
Mit dem Zusammentritt des 15. Landtages von Nordrhein-Westfalen am 9. Juni 2010 waren die jeweiligen Ämter des Ministerpräsidenten und der Minister beendet. Die Regierungsmitglieder waren gem. Art. 62 der Landesverfassung noch bis zur Amtsübernahme durch die Nachfolgeregierung am 15. Juli 2010 geschäftsführend im Amt.